# Crème Calèche

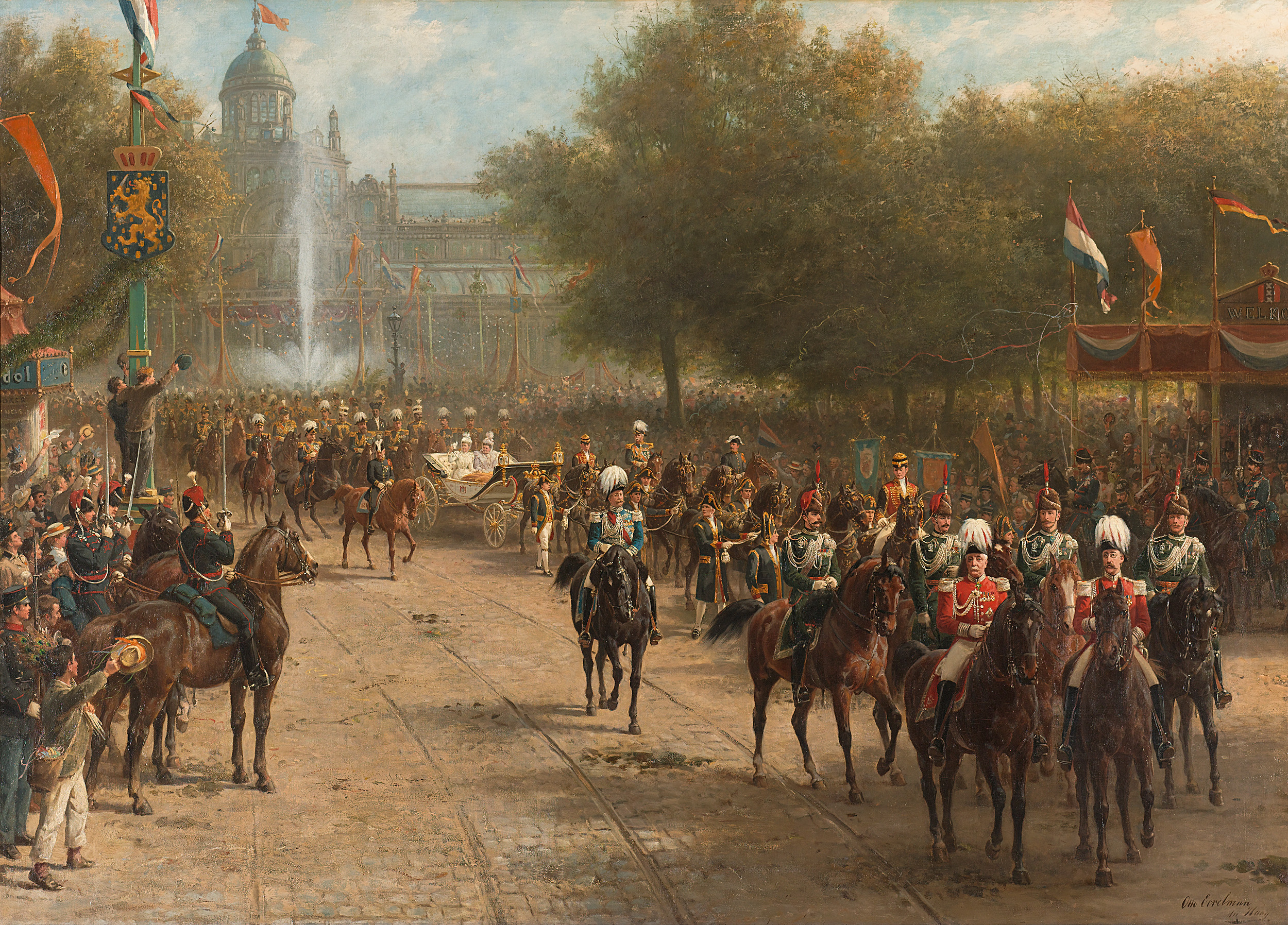
Intocht van koningin Wilhelmina in de Crème Calèche op het Frederiksplein te Amsterdam, 5 september 1898.

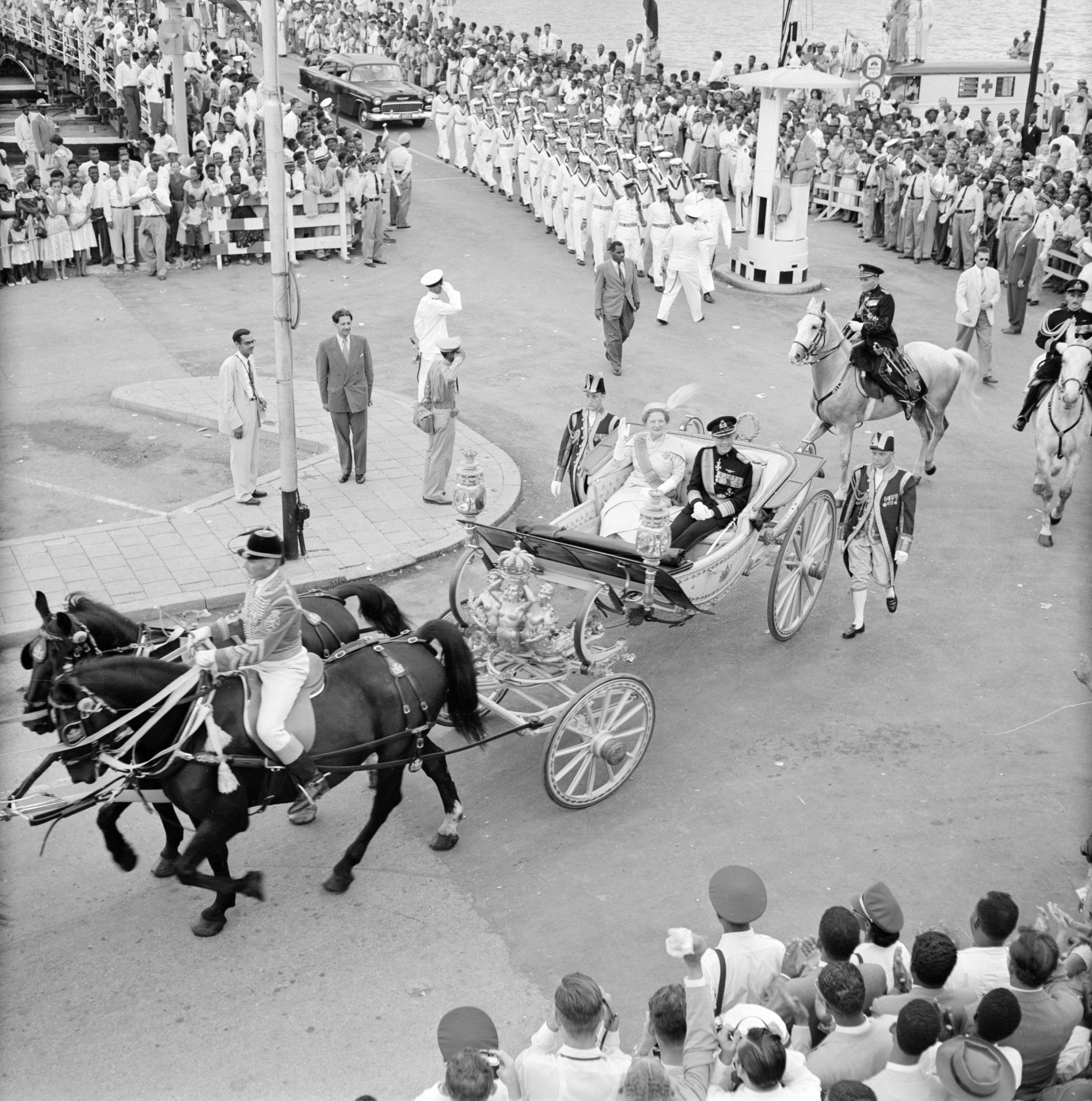
Koningin Juliana en prins Bernhard tijdens een rijtoer door Willemstad in 1955

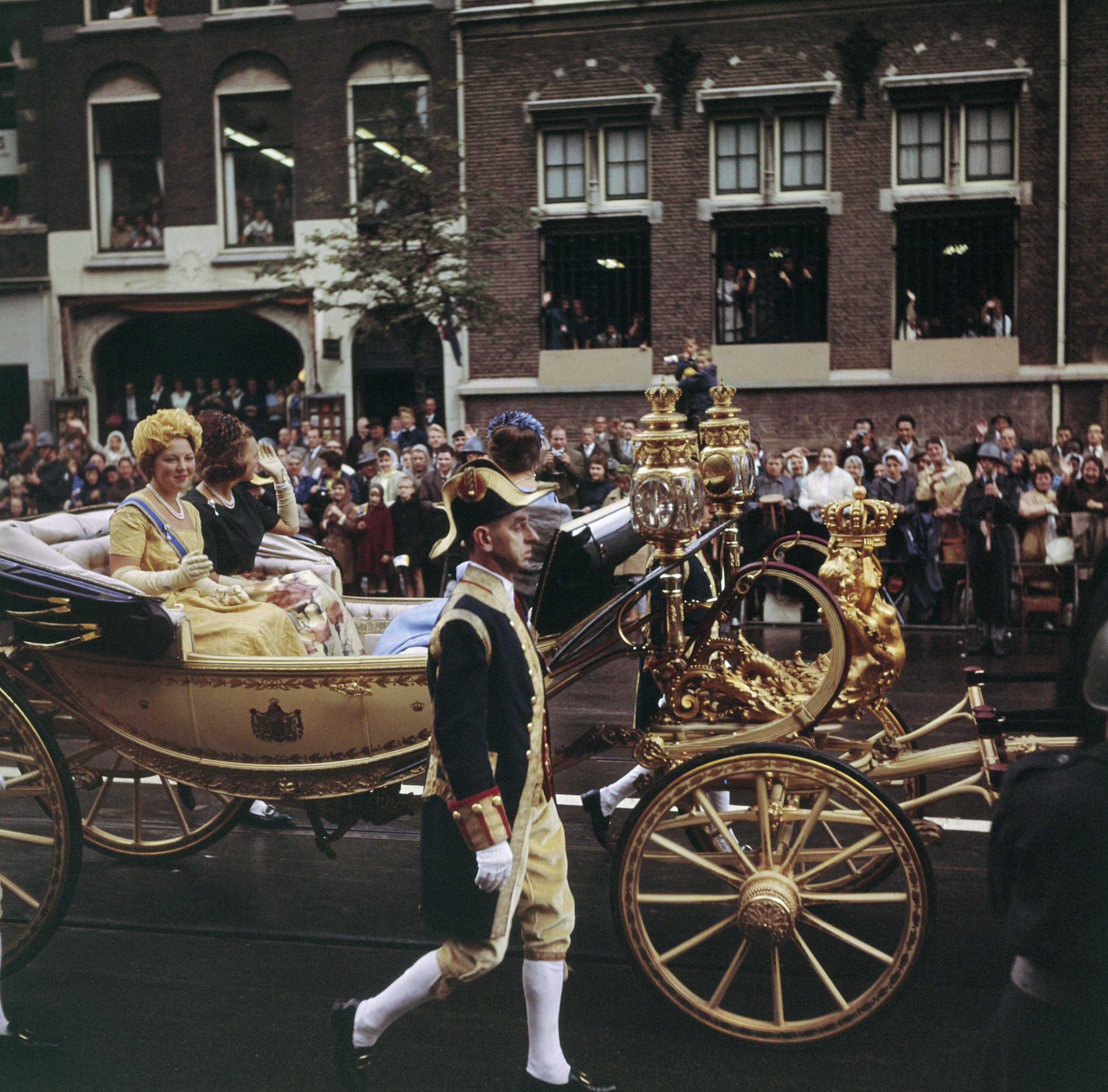
De prinsessen Beatrix, Irene en Margriet in de Crème Calèche op Prinsjesdag 1962.

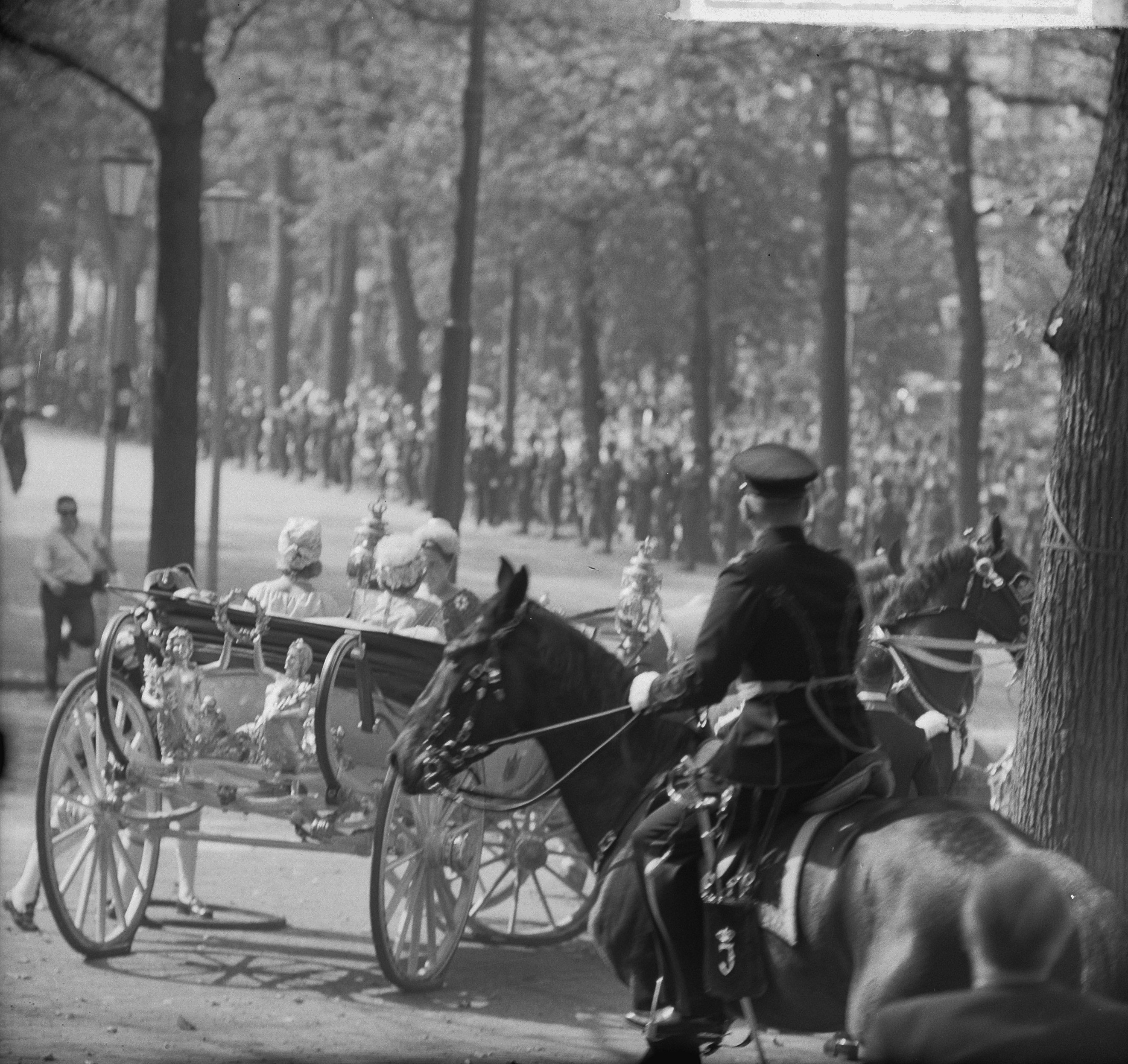
Ongeluk met de Crème Calèche in 1963

De Crème Calèche, of Witte Kroningscalèche is een rijtuig behorend tot de afdeling Koets- en Rijstal van het Nederlandse Koninklijk Staldepartement. Een calèche is een open rijtuig voorzien van een kap die bij slecht weer kan worden opgezet. Het rijtuig werd gebouwd in 1898 door de firma Hermans & Co uit Den Haag. Koningin Emma deed de calèche in dat jaar cadeau aan haar dochter Wilhelmina.

## Beschrijving
De ivoorkleurige calèche is bedoeld om te worden getrokken door zes paarden. Er is geen bok en het rijtuig moet dus gemend worden door een postiljon, een soort koetsier te paard. Op de calèche kunnen twee vergulde beeldengroepen worden geplaatst. Voorop drie gratiën die een koningskroon tillen en achterop twee gratiën die een lauwerkrans omhoog houden. Het rijtuig is versierd met gouden eikenloof en op de deuren prijkt het Nederlandse Rijkswapen. Van 2002 tot 2005 is de calèche gerestaureerd door Restauratiecentrum Stolk.

## Gebruik
Wilhelmina reed in deze calèche tijdens haar intocht in Amsterdam op 5 september 1898. Het was de wens van koningin Emma dat het rijtuig zoveel mogelijk binnen de familie zou worden gebruikt. Na de inhuldiging van Wilhelmina is de Crème Calèche onder andere nog gebruikt bij de inhuldiging van koningin Juliana in 1948. Ook bij officiële bezoeken van koningin Juliana en prins Bernhard aan Curaçao en Suriname in 1955, door prins Willem-Alexander bij de opening van de Wereldruiterspelen in 1994 en op meerdere Prinsjesdagen werd dit rijtuig ingezet.

### Incident
Op Prinsjesdag 1963 sloeg tijdens de rijtoer naar de Ridderzaal een van de paarden van de Crème Calèche op het Lange Voorhout op hol. Het rijtuig kwam hierbij tegen een boom tot stilstand. Niemand raakte gewond en de schade aan het rijtuig was beperkt. De prinsessen Beatrix, Irene en Margriet konden echter hun rit in de calèche niet voortzetten en stapten bij hun ouders in de Gouden Koets.